# FIS Children Cup
Der FIS Children Cup (bis 2016: Trofeo Topolino) ist eine in Italien ausgetragene Sportveranstaltung im alpinen Skisport. Er gilt als inoffizielle Weltmeisterschaft für Kinder im Alter von anfangs 11 bis 14, später bis 16 Jahren und ist in vielen Fällen das erste Rennen, bei dem zukünftige Stars dieser Sportart erstmals international in Erscheinung treten. Zu den Teilnehmern gehören zahlreiche spätere Olympiasieger und Weltmeister. Ausgetragen werden in zwei Alterskategorien je ein Slalom und ein Riesenslalom.
Die Idee zu dieser Veranstaltung hatten im Jahr 1957 der bekannte Fernsehmoderator Mike Bongiorno und der Sportjournalist Rolly Marchi. Erstmals ausgetragen wurde sie 1958 in Courmayeur, seither stets in Orten in der Provinz Trient (Monte Bondone, Folgarida, Pinzolo, Valsugana). Seit 1970 ist das Teilnehmerfeld international. Jedes Jahr nehmen rund 400 Kinder teil. Pro Land können maximal zehn Kinder an den Start gehen (mit Ausnahme Italiens, das 20 Startplätze zur Verfügung hat). Neben den Einzelrennen gibt es auch eine Mannschaftswertung, wobei Italien zwei Mannschaften stellt.
Organisiert werden die Rennen unter Aufsicht des italienischen Wintersportverbandes FISI und des Weltskiverbandes FIS. Fast sechs Jahrzehnte lang bestand eine Kooperation mit der Walt Disney Company. Topolino (wie Micky Maus auf Italienisch heißt) war der Namensgeber der Veranstaltung und trat als Identifikationsfigur auf. 2017 endete die Zusammenarbeit und die Rennen werden seither als FIS Children Cup bezeichnet.
Seit 2014 lautet die Einteilung der beiden Altersklassen nicht mehr Ragazzi und Allievi, sondern U14 und U16.

## Ehemalige Sieger
Folgende bekannte Skirennläufer haben als Kinder beim Trofeo Topolino gewonnen:
| - Fränzi Aufdenblatten (Riesenslalom 1996) - Marta Bassino (Riesenslalom 2009) - Olga Charvátová (Riesenslalom 1976) - Paolo De Chiesa (Slalom 1970) - Elfi Eder (Riesenslalom 1985) - Sylvia Eder (Riesenslalom 1977) - Nadia Fanchini (Slalom 1999) - Anna Fenninger (Slalom 2004) - Beat Feuz (Slalom 2002) - Katharina Gallhuber (Slalom 2013) - Morena Gallizio (Slalom 1988) - Joël Gaspoz (Slalom und Riesenslalom 1976) - Michaela Gerg (Slalom 1977) - Marc Girardelli (Slalom 1975 und 1977, Riesenslalom 1975) - Elisabeth Görgl (Slalom 1994 und 1996) - Lara Gut (Slalom 2006) - Meta Hrovat (Riesenslalom 2012) - Urška Hrovat (Riesenslalom 1986, Slalom 1987) - Ana Jelušić (Slalom 2001) - Denise Karbon (Slalom und Riesenslalom 1993) - Michaela Kirchgasser (Riesenslalom 2000) - Elisabeth Kirchler (Riesenslalom 1977) - Hans Knauß (Slalom und Riesenslalom 1984) - Janica Kostelić (Slalom und Riesenslalom 1997) - Henrik Kristoffersen (Slalom und Riesenslalom 2009) - Petra Kronberger (Riesenslalom 1982) - Markus Larsson (Riesenslalom 1994) - Nina Løseth (Slalom 2003) | - Ulrike Maier (Slalom 1979) - Monika Maierhofer (Slalom und Riesenslalom 1981) - Mélanie Meillard (Riesenslalom 2014) - Carole Merle (Riesenslalom 1976, Slalom 1977) - Regine Mösenlechner (Slalom 1973 und 1975) - Christian Orlainsky (Riesenslalom 1975) - Anna Ottosson (Riesenslalom 1991) - Sabina Panzanini (Slalom und Riesenslalom 1985) - Dominik Paris (Riesenslalom 2002 und 2004) - Rok Petrovič (Slalom 1977 bis 1980) - Tanja Poutiainen (Slalom und Riesenslalom 1995) - Karen Putzer (Riesenslalom 1991) - Albert Popow (Slalom 2012 und 2013) - Benjamin Raich (Slalom 1991) - Katja Seizinger (Riesenslalom 1986) - Mikaela Shiffrin (Slalom und Riesenslalom 2010) - Šárka Strachová (Slalom 2000) - Simone Streng (Slalom 2002) - Ilka Štuhec (Riesenslalom 2005) - Veronika Velez-Zuzulová (Riesenslalom 1999) - Jean-Pierre Vidal (Riesenslalom 1990) - Lindsey Vonn (Slalom 1999) - Anita Wachter (Slalom 1982) - Veronika Wallinger (Slalom 1978) - Andrew Weibrecht (Riesenslalom 2001) - Tina Weirather (Riesenslalom 2002 und 2004) - Pernilla Wiberg (Slalom 1985) |